# Paratrechalea ornata
Paratrechalea ornata là một loài nhện trong họ Trechaleidae.
Loài này thuộc chi Paratrechalea. Paratrechalea ornata được Cândido Firmino de Mello-Leitão miêu tả năm 1943.